# Mayumi Aoki
Mayumi Aoki (jap. 青木 まゆみ, Aoki Mayumi; * 1. Mai 1953 in Yamaga, Präfektur Kumamoto) ist eine ehemalige japanische Schwimmerin.
Bei den Olympischen Spielen 1972 in München gewann sie die erste Goldmedaille für Japan im Schwimmen der Frauen seit Hideko Maehata 1936 Olympiasiegerin über 200 m Brust wurde. Sie siegte im Rennen über 100 m Schmetterling. 1973 konnte sie über diese Strecke bei den ersten Schwimmweltmeisterschaften in Belgrad die Bronzemedaille erringen.
Im Jahr 1989 wurde sie in die Ruhmeshalle des internationalen Schwimmsports aufgenommen.